# Crosby & Nash
Crosby & Nash je americká hudební dvojice. Její počátky sahají do roku 1968, kdy vznikla skupina Crosby, Stills & Nash, ve které oba působili. Po jejím rozpadu se v roce 1970 dali dohromady David Crosby s Grahamem Nashem a pokračovali v duu. V roce 1972 vyšlo jejich první album nazvané Graham Nash David Crosby.

## Diskografie
- Graham Nash David Crosby (1972)
- Wind on the Water (1975)
- Whistling Down the Wire (1976)
- Crosby & Nash (2004)